# Giuseppe Mannetti
Giuseppe Mannetti (Antrodoco, 14 febbraio 1834 – L'Aquila, 25 aprile 1901) è stato un politico italiano.

## Biografia
Nato ad Antrodoco nel 1834 da Beniamino e Marzia D'Ambrosi, ricchi proprietari, fu sindaco della propria città dal 1861 al 1864. Nelle elezioni politiche del 1865 fu eletto alla Camera dei deputati nel collegio di Cittaducale per la IX legislatura, venendo riconfermato anche alle elezioni del 1867, del 1870 e del 1874.
Si sposò con Teresa Blasetti e si trasferì all'Aquila, dove diventò presidente del consiglio provinciale. Ebbe almeno tre figli, Luigi, medico, Nicola, ingegnere e Paolo, giudice, e morì nel capoluogo abruzzese nel 1901.